# Lesnoy, Tver
Huyện Lesnoy (tiếng Nga: ? райо́н) là một huyện hành chính tự quản (raion), của Tỉnh Tver, Nga. Huyện có diện tích 1664 km², dân số thời điểm ngày 1 tháng 1 năm 2000 là 6900 người. Trung tâm của huyện đóng ở Lesnoye.